# Premio Jhalak
Il Premio Jhalak per il libro dell'anno di uno scrittore di colore  (Jhalak Prize for Book of the Year by a Writer of Colour) è un riconoscimento assegnato annualmente al miglior autore britannico o residente nel Regno Unito appartenente alle etnie BAME ("Black, Asian and Minority Ethnic": neri, asiatici e minoranze etniche).
È stato istituito nel 2016 per contrastare la modesta rappresentanza di scrittori di colore nell'editoria britannica dagli scrittori Nikesh Shukla e Sunny Singh, dall'organizzazione non profit Media Diversified, con il supporto dell'Authors’ Club.
Suddiviso in tre categorie; principale destinato a romanzi, saggi, raccolte di racconti, premio per l'infanzia destinato a opere per bambini e ragazzi (dal 2021) e premio per la raccolta poetica (dal 2025), riconosce al vincitore un premio di 1000 sterline.

## Albo d'oro

### Premio Jhalak
- 2017: Jacob Ross, The Bone Readers
- 2018: Reni Eddo-Lodge, Perché non parlo più di razzismo con le persone bianche (Why I'm No Longer Talking to White People About Race)
- 2019: Guy Gunaratne, La nostra folle, furiosa città (In Our Mad and Furious City)
- 2020: Johny Pitts, Afropei. Viaggio nel cuore dell'Europa nera (Afropean: Notes From Black Europe)
- 2021: Jennifer Nansubuga Makumbi, The First Woman
- 2022: Sabba Khan, The Roles We Play[6]
- 2023: Travis Alabanza, None of the Above
- 2024: Yepoka Yeebo, Anansi's Gold: The man who swindled the world[7]
- 2025: N.S. Nuseibeh, Namesake[8]

### Premio Jhalak per bambini e ragazzi
- 2021: Patrice Lawrence, Eight Pieces of Silva
- 2022: Maisie Chan, Danny Chung Does Not Do Maths
- 2023: Danielle Jawando, When our Worlds Collided[9]
- 2024: Hiba Noor Khan, La guerra di Safiyyah (Safiyyah’s War)
- 2025: Nathanael Lessore, King of Nothing

### Premio Jhalak per la poesia
- 2025: Mimi Khalvati, Collected Poems